# Julian Nowak

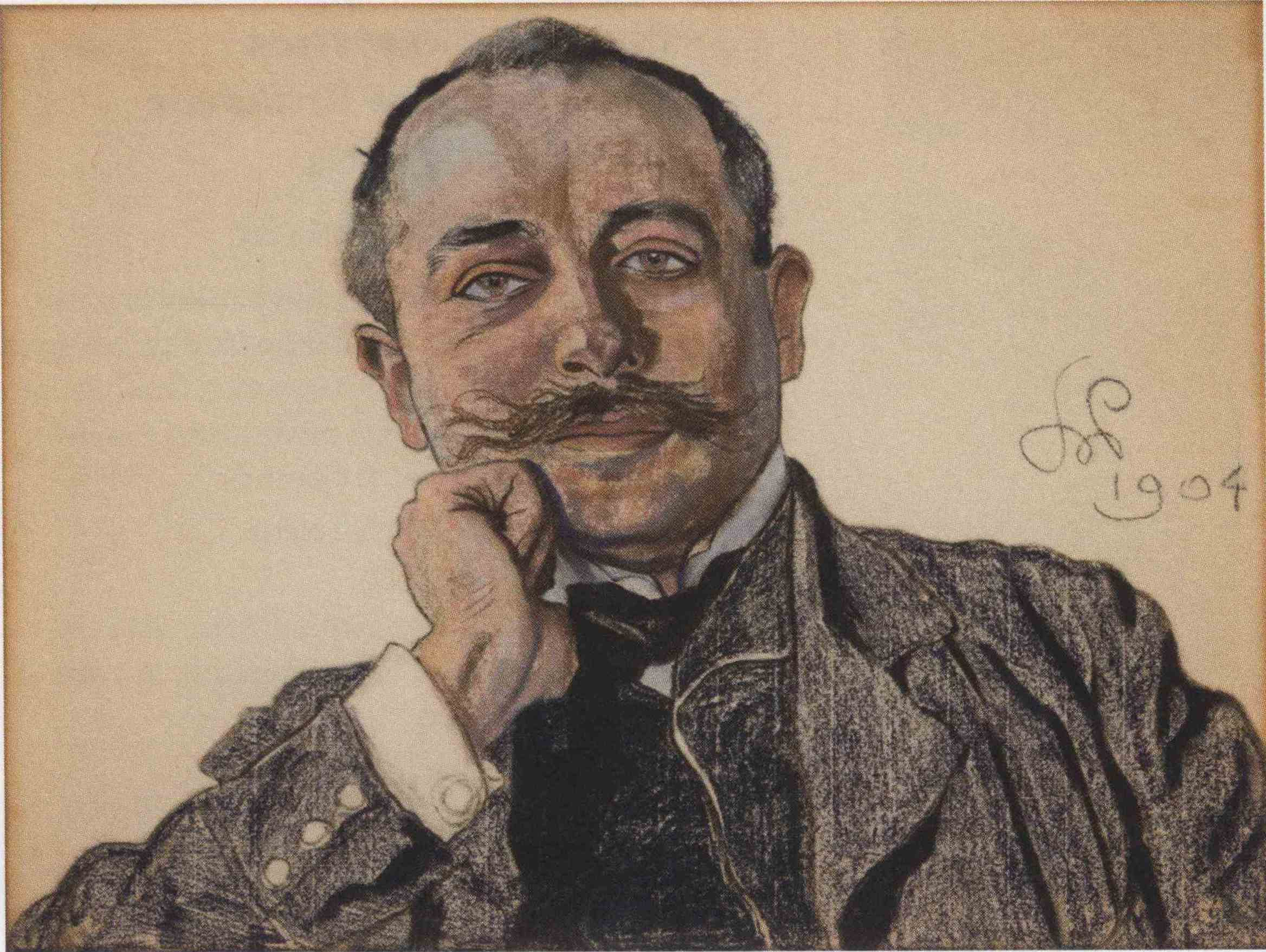
Julian Nowak, pastel Stanisława Wyspiańskiego 1904

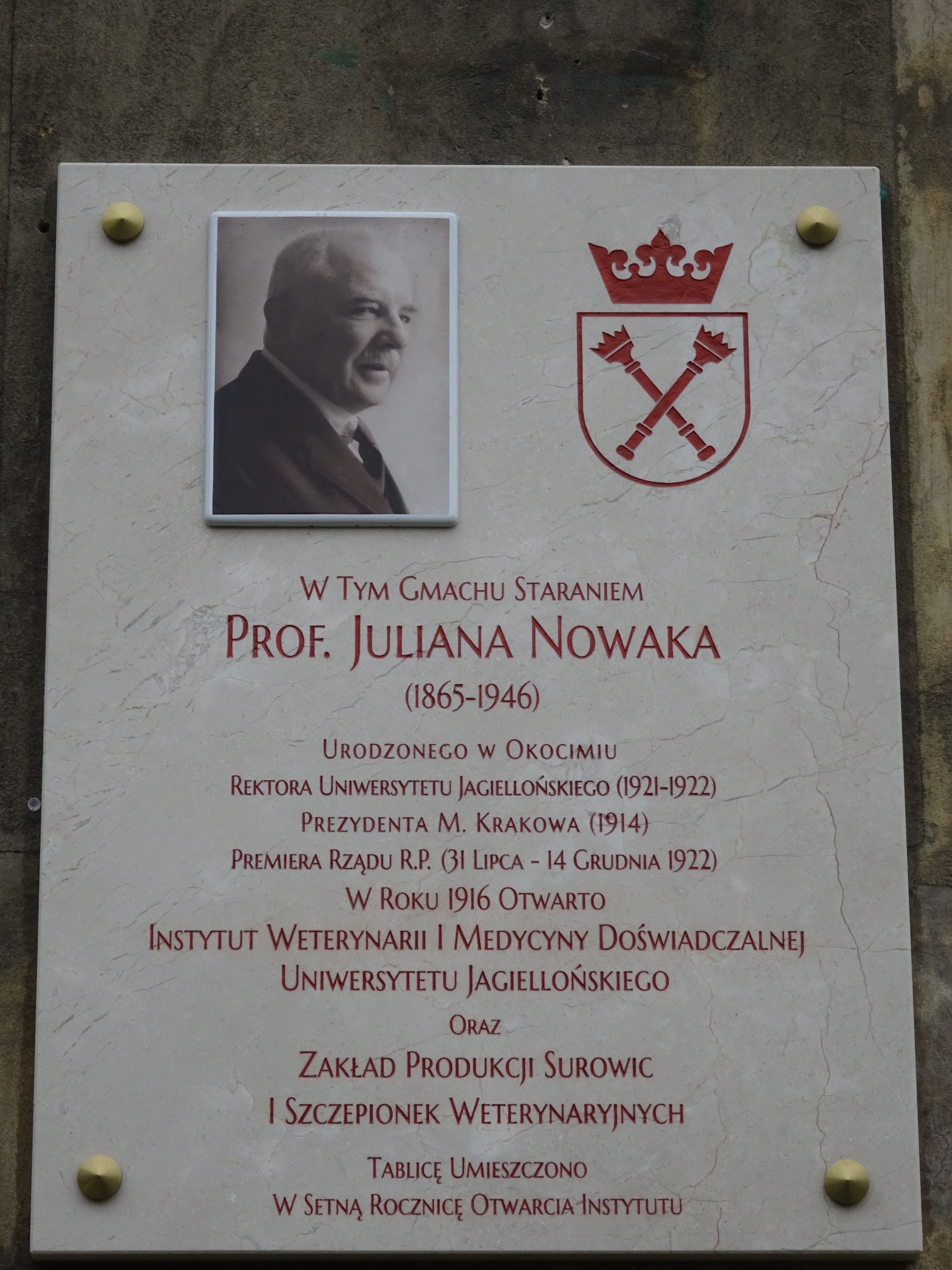
Tablica w murze Katedry Mikrobiologii Uniwersytetu Jagiellońskiego w Krakowie

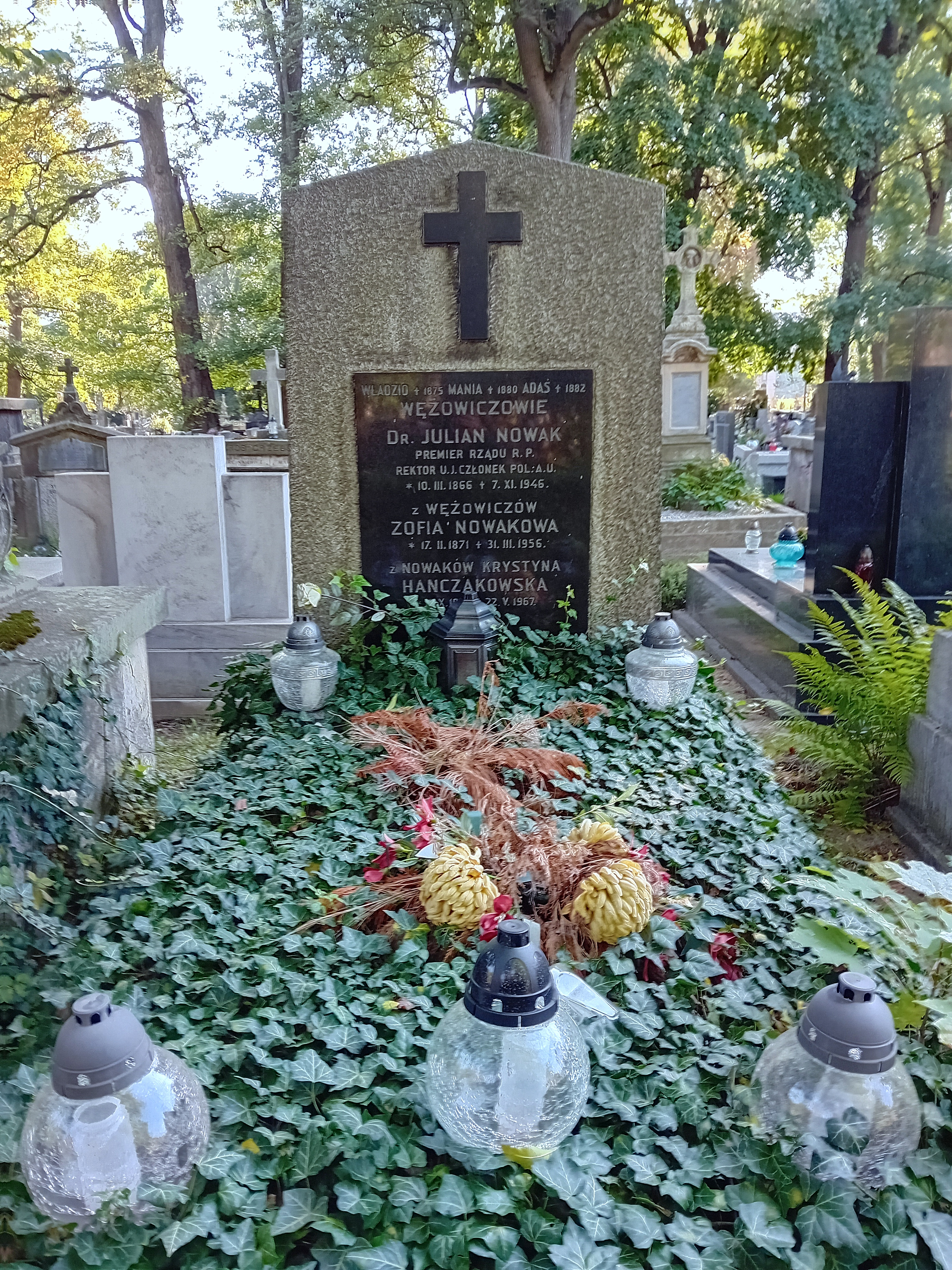
Grobowiec Juliana Nowaka na cmentarzu Rakowickim w Krakowie

Julian Ignacy Nowak (ur. 10 marca 1865 w Okocimiu, zm. 7 listopada 1946 w Krakowie) – polski polityk, premier, lekarz i lekarz weterynarii, mikrobiolog, założyciel Unii Narodowo-Państwowej w 1922 roku, zastępca członka Wydziału Stronnictwa Prawicy Narodowej w 1910 roku.

## Życiorys
Julian Ignacy Nowak urodził się 10 marca 1865 r. w Okocimiu, pow. brzeskim, w Galicji, w Cesarstwie Austriackim. Rodzicami Juliana byli: Kazimierz (zm. 1922), właściciel gospodarstwa rolnego o powierzchni kilkudziesięciu morgów, które odziedziczył po swoim ojcu Macieju. Matką natomiast była Teodozja z domu Siewakowska (1838–1914). Pochodziła ona z drobnoziemiańskiej rodziny, która wywodziła się z Królestwa Kongresowego, lecz Teodozja urodziła się w Małopolsce. Julian był najstarszym z dziesięciorga dzieci Kazimierza i Teodozji.
W latach 1886–1893 studiował medycynę na UJ, uzyskując tytuł doktora. W 1896 uzyskał habilitację z anatomii patologicznej. Od 1899 piastował stanowisko profesora nadzwyczajnego Uniwersytetu Jagiellońskiego, a od 1906 profesora zwyczajnego. W 1912 uzyskał doktorat z medycyny weterynaryjnej na Akademii Medycyny Weterynaryjnej we Lwowie. W latach 1911–1912 był dziekanem Wydziału Lekarskiego, a w latach 1921–1922 był rektorem UJ.
Działał w stowarzyszeniach zawodowych. Był prezesem krakowskiego Towarzystwa Lekarskiego. Przyczynił się do budowy siedziby Towarzystwa – Domu Lekarskiego. Od 1931 był członkiem PAU.
W 1905 wszedł z listy „Czasu” do Rady Miejskiej Krakowa, w której pozostawał do 1935. Od 9 do 22 listopada 1914 pełnił funkcję komisarza rządowego dla Krakowa, a od grudnia 1914 do 1916 roku był pierwszym zastępcą prezydenta miasta Krakowa. Od 1903 działał w Krakowskim Towarzystwie Rolniczym, którego w latach 1921–1927 był wiceprezesem. Zastępca kierownika Oddziału Dochodowego Departamentu Skarbowego Sekcji Zachodniej Naczelnego Komitetu Narodowego w 1914 roku. Był członkiem Stronnictwa Prawicy Narodowej.
W 1922 (od 31 lipca do 14 grudnia) był premierem pozaparlamentarnego gabinetu, a także od 31 lipca do 21 sierpnia tegoż roku ministrem Wyznań Religijnych i Oświecenia Publicznego. 11 grudnia 1922 wbrew protokołowi odmówił towarzyszenia w powozie Gabrielowi Narutowiczowi w drodze na jego zaprzysiężenie do Sejmu. 
Sympatyzował z PSL „Piast” (nie zrywając jednocześnie kontaktów z konserwatystami krakowskimi), które w latach 1922–1927 reprezentował w Senacie RP. Zasiadał w senackiej komisji ds. Oświaty i Kultury.
Jako naukowiec zajmował się badaniem organizmów i chorób zakaźnych. Wydał m.in. „Atlas Mikrobiologiczny” (był autorem ponad 50 publikacji).
Miał dwie córki Wandę i Krystynę. Został pochowany na cmentarzu Rakowickim, w pasie 15, płn.

## Ordery i odznaczenia
- Krzyż Komandorski Orderu Odrodzenia Polski (11 listopada 1936)[11]
- Order Korony Żelaznej III klasy (1914, Austro-Węgry)[12]

## Upamiętnienie
Tablicę poświęconą pamięci tego wybitnego naukowca odsłonięto 28 marca 2016 przy ul. Czystej 18 w Krakowie. Wmurowano ją w ścianę kamienicy, w której 100 lat temu z inicjatywy prof. Juliana Nowaka otwarto Instytut Weterynarii i Medycyny Doświadczalnej Uniwersytetu Jagiellońskiego oraz Zakład Produkcji Surowic i Szczepionek Weterynaryjnych. Fundatorem tablicy jest Stowarzyszenie Miłośników Ziemi Okocimskiej.

## Julian Nowak w filmie
Julian Nowak to jeden z głównych bohaterów filmu Śmierć prezydenta w reżyserii Jerzego Kawalerowicza. Jego rolę grał Czesław Byszewski.